# Îles Gilbert (protectorat)
Pour les articles homonymes, voir Gilbert.
Ne doit pas être confondu avec Îles Gilbert (colonie).
1892–1916
Entités précédentes :
- Ensemble de royaumes

Entités suivantes :
- Îles Gilbert et Ellice

Les Îles Gilbert, en anglais Gilbert Islands, étaient un protectorat britannique établi dans les îles Gilbert entre 1892 et 1916, date où elles sont réunies avec les îles Ellice dans la colonie des îles Gilbert et Ellice.